# Copper Canyon
Copper Canyon es un pueblo ubicado en el condado de Denton en el estado estadounidense de Texas. En el Censo de 2010 tenía una población de 1.334 habitantes y una densidad poblacional de 113,32 personas por km².

## Geografía
Copper Canyon se encuentra ubicado en las coordenadas 33°5′48″N 97°5′50″O / 33.09667, -97.09722. Según la Oficina del Censo de los Estados Unidos, Copper Canyon tiene una superficie total de 11.77 km², de la cual 11.7 km² corresponden a tierra firme y (0.62%) 0.07 km² es agua.

## Demografía
Según el censo de 2010, había 1.334 personas residiendo en Copper Canyon. La densidad de población era de 113,32 hab./km². De los 1.334 habitantes, Copper Canyon estaba compuesto por el 93.33% blancos, el 2.02% eran afroamericanos, el 1.42% eran amerindios, el 1.72% eran asiáticos, el 0.07% eran isleños del Pacífico, el 0.6% eran de otras razas y el 0.82% pertenecían a dos o más razas. Del total de la población el 4.57% eran hispanos o latinos de cualquier raza.

## Educación
El Distrito Escolar Independiente de Lewisville gestiona escuelas públicas.